# Девин
Вижте пояснителната страница за други значения на Девин.
Девин (до 1934 г. Дьовленъ) е град в Южна България, административен център на община Девин. Той се намира в област Смолян, в близост до Пампорово и Чепеларе. Градът е 3-ти по население в областта след Смолян и Златоград. По данни на ГРАО към 15 септември 2023 г. в града живеят 6016 души по настоящ адрес и 6571 души по постоянен адрес.

## География
Град Девин се намира в Западните Родопи, в Девинската планина. Разстоянието по въздух до границата с Република Гърция е около 20 км. През града минава Девинската река, която малко по-надолу по течението си се влива в река Въча. Девин е заобиколен от вековни борови и смърчови гори, пътуването през които е било сравнително трудно допреди прокарването на пътя през средата на 20 век.

## Климат
Зимата е студена, лятото не е толкова горещо, а есента е по-топла от пролетта. Валежите са изобилни, от 650 до 800 mm средно годишно. В по-високите части снежната покривка се задържа до средата на пролетта поради ниските температури в района.

## История
Историята на Девин започва много отдавна. Тази част на планината е била обитавана от тракийското племе дии и в различни периоди е попадало под властта на различни държави и империи. От Одриското царство, през древна Македония, Римската империя, Византия, Първото българско царство, Латинската империя, Никейската империя, Второто българско царство, феодалните владения на Алексий Слав, Османската империя, та до днешна България. Всички те са допринесли малко или много за културното наследство на Девин.
Най-ранните открити следи от живот край Девин са от бронзовата епоха. В местността „Потреба“ има руини от тракийско селище и светилище. Трако-римско селище край града е съществувало през IV век. Проучено е още едно селище с два некропола от XI и XIV век.
При нашествието на османлиите през XIV век, крепостта в местността „Кавурското кале“ (позната още под имената „Саята“ и „Бабин град“) на пет километра западно от Девин бива превзета от Ибрахим паша през 1372 г. Под властта на Османската империя Девин (тогава Дьовлен) попада в Рупчоска нахия, Ахъчелебийски окръг, Филипополски санджак в Одринския вилает. По-късно Девин става център на „Дьовленската каза“, в която влизат 26 села с общо население 26 810 души към 1912 г.
В османски списък на селищата и броя на немюсюлманското население в тях от Пловдивско и Пазарджишко от 8 ноември 1635 година за Девин се посочва, че в квартал Настан (тогава отделно село) и в село Лясково броят на немюсюлманските семейства е общо 17, предвид облагането им с данъка джизие.
Според Стефан Захариев към 1850 година в Девин (Делен) има 60 помашки къщи и 200 жители-помаци. Според данните от преброяванията, през годините 1926, 1934, 1946, 1956 и 1965 години Девин е наброявал съответно 1461, 1803, 2695, 3581 и 4475 жители. През 1978 година в Девин живеят 7341 души.
През 1859 – 1860 година местното население се навдига на бунт срещу високите данъци и пропъжда османската администрация. След това се вдига на бунт и срещу Източна Румелия, влизайки в състава на т. нар. Тъмръшка република. Девин е опожарено от части на Българската армия през 1913 година, след бунт на местните жители, инспириран от правителството на т. нар. Гюмюрджинска република, като от 250 къщи остават здрави само 30. Девин е бил изпепеляван и по-рано – през 1905 година, както и през 1912 година, когато са останали само седем незасегнати къщи.
През 1872 година в Девин има 350 къщи, а в Настан 60. През 1920 година в Девин живеят 1085 души, в Настан 695, през 1946 в Девин 2695 души, а в Настан 1111, през 1965 в Девин 4475 души, а в Настан 1375.
След Балканските войни в Девин се заселват и българи християни, предимно от Широка лъка, Стойките, Солища и други. Читалището в града съществува през 1923 година. Към 1939 година населението на Девинско наброява 21 770 души, както следва: 6146 християни, 13 000 мюсюлмани, 2431 турци и 193 други. В документ от главното мюфтийство в Истанбул, изброяващ вакъфите в Княжество България, допринасяли в полза на ислямските религиозни, образователни и благотворителни институции в периода 16 век – 1920 година, съставен в периода от 15.09.1920 до 03.09.1921 година, като вакъфско село се споменава и Девин (Dövlen).
На 5 май 1971 година Държавния съвет на НРБ постановява с указ 757 закриването на село Настан и присъединяването му към град Девин. Но на 12 август 1991 година по сила на Закона за административно-териториални промени в страната Настан е отделено от Девин като отделно селище. С решение 115 на Министерския съвет от 25 март 1998 година село Настан е присъединено към град Девин като негов квартал. Към Девин е присъединена и махала Катранци по силата на указ 970 на Държавния съвет на НРБ от 26 март 1986 година.

### Етимология
В миналото градът е бил известен под името Диове, Дивен, Девлен, Девен, Дьовлен. Марин Дринов предполага, че това име е асоциирано с бесите, които древногръцкият историк Тукидид назовава „Дьове“ – мечоносци. В. Добруски предполага, че това става по линия на Диос махайраофорон – Диове, мечоносци или диите. Други историци твърдят, че името на града произлиза от реката и е с тракийски корен, чиято етимология остава неясна. В началото на 20 век името му е сменено на турското Селиме. През 1926 година получава българското име Здравец, но и то не се налага, което довежда до въвеждане на името Девин през 1934 година.

## Население
Численост на населението според преброяванията през годините:
| \| Година на преброяване \| Численост \| \| --------------------- \| --------- \| \| 1934 \| 2805 \| \| 1946 \| 3989 \| \| 1956 \| 5002 \| \| 1965 \| 5984 \| \| 1975 \| 7126 \| \| 1985 \| 7994 \| \| 1992 \| 6411 \| \| 2001 \| 7548 \| \| 2011 \| 7060 \| \| 2019 \| 5927 \| |           |
| Година на преброяване | Численост |
| 1934 | 2805      |
| 1946 | 3989      |
| 1956 | 5002      |
| 1965 | 5984      |
| 1975 | 7126      |
| 1985 | 7994      |
| 1992 | 6411      |
| 2001 | 7548      |
| 2011 | 7060      |
| 2019 | 5927      |

## Религии
Населението е съставено от различни български етнически групи и общности – етнически българи и помаци. Съществува много добро съжителство между изповядващите различни религии – мюсюлмани и християни. В града има църква – „Свети Иван Рилски“, основана през 1936 година, както и джамия.

## Икономика
„Девин“ АД е българска фирма в Девин, производител на бутилирана вода, акционерно дружество от 1999 г. със 100% частен капитал. Градът разчита на приходите от туризма и хотелиерството.

## Природни забележителности
- Еко кът „Струилица“ – по поречието на река Девинска.
- Скален феномен „Слона“. Разположен на пътя Девин – Настан, Грохотно, Тешел, Доспат до ВЕЦ-Девин - причудлива скална форма, наподобяваща фигура на слон, образувала се вероятно при разрушаване на древна пещера от реката или при земетресение;
- Червен камък. Разположен в североизточния склон на града;

## Други
- Край града са разположени първите стъпала на Каскадата „Доспат-Въча“: ВЕЦ-Тешел, ВЕЦ-Девин и ВЕЦ-Цанков камък.
- След експедиция Тангра 2004/05 до Антарктика, една от седловините на остров Ливингстън е наименувана Девин по името на града.

## Личности
- Васил Бебелеков – гайдар.
- Емил Енчев – поет, белетрист и писател.
- Елена Якимова – журналист, художник, писател.
- Таня Димитрова – поет, художник.
- Минка Митева – поет.
- Радю Петров – първият учител и основател на Девинското училище.
- Никола Тодев – актьор.
- Игор Юруков – дългогодишен кмет на община Девин.
- Вълко Гайдаров – художник, родом от Девин, най-дългогодишен директор на Художествената галерия в Смолян и един от основателите ѝ.